# Johnny Dee
Johnny Dee, vero nome John DiTeodoro (Filadelfia, 6 aprile 1964), è un batterista heavy metal statunitense.
Noto per essere stato membro dei Britny Fox, ed in passato per aver militato anche in band come Doro e Waysted, oltre ad aver collaborato con altri artisti come Blaze Bayley (ex Iron Maiden) e il chitarrista Jack Frost (Savatage, Metalium).

## Biografia
Johnny Dee iniziò la carriera attorno al 1985, quando entrò alla batteria nella band di Filadelfia World War III. Sembra che Dee prima di questa esperienza, avesse militato per 5 anni in una band che vedeva all'interno anche il futuro membro dei Britny Fox Billy Childs ed il futuro chitarrista degli Skid Row Dave Sabo. Con i War World III Dee registrò il debut omonimo nello stesso anno. Poco dopo però fu contattato dai britannici Waysted, registrando l'album Save Your Prayers nel 1986. Dopo tre anni nella band britannica, Dee, a seguito dello scioglimento della band, tornò a Filadelfia nel 1987 per sostituire il batterista temporaneo Adam West nei Britny Fox (che a sua volta aveva sostituito il defunto Tony Destra). Col gruppo intraprese una fiorente carriera. I primi due album Britny Fox (1988) e Boys in Heat (1989), scalarono le classifiche e ottennero un notevole successo. Dean Davidson però abbandonò la band nel 1990 per formare i Blackeyed Susan e venne sostituito a Tommy Paris, con cui però la band non sembrò ottenere gli ottimi riscontri degli anni precedenti. Il primo album con Paris Bite Down Hard (1991) non riscosse vendite rilevanti.
Dee ebbe un'esperienza nella band di Minneapolis Mariah con cui registrò il loro secondo album Somewhere Between Heaven And Earth nel 1991, che però venne pubblicato in tiratura limitata e solo in audiocassetta.
Nella band figurava il tastierista dei D.O.A. e Waysted Jimmy Dilella e l'ex chitarrista dei Lynn Allen Tim Compton. Il gruppo aveva pubblicato in precedenza un debutto omonimo reperibile anch'esso solamente in formato audiocassetta, nel quale era inclusa una traccia composta in collaborazione con Jon Bon Jovi e Richie Sambora dei Bon Jovi, intitolata "Jaime". Infatti alcune registrazioni del gruppo erano capitate proprio a Jon Bon Jovi nel 1987 e in seguito egli diede loro una mano ad emergere.
DiLella partecipò ad alcune sessioni con i Britny Fox ma non suonò mai con il gruppo a causa del loro prematuro scioglimento nel 1993, ma più tardi parteciperà come turnista per Doro proprio assieme all'amico Johnny Dee. Nel 2005 la Retrospect Records pubblicò entrambi i dischi della band, e in cui nel secondo era appunto presente Johnny Dee. Nel 2007 la stessa etichetta pubblicò un altro disco della band chiamato III, in cui figura nuovamente Dee.
Dopo il graduale declino anche a causa dell'ondata grunge, e quindi lo scioglimento dei Britny Fox, nel 1993, Johnny Dee e Tommy Paris formarono una nuova band, gli Uncle Edna, realizzando un EP omonimo nel 1996. Nel frattempo Dee si è dedicato al gruppo di Doro sostituendo il precedente batterista Bobby Rondinelli, registrando diversi album. Doro Live (1993) fu il primo di una lunga serie, e fino ad oggi è il batterista ufficiale della band.
Nel 2000 i Britny Fox con Dee si sono riformati, ed oltre a vari tour, il gruppo ha pubblicato diverso materiale tra cui il quarto full-length Springhead Motorshark nel 2003.
Durante l'estate 2002, Dee ha suonato in tour con Blaze Bayley (ex singer degli Iron Maiden e Wolfsbane), di supporto agli Overkill in un tour europeo. Nel 2003 Dee, assieme al bassista dei Britny Fox Billy Childs, ha partecipato al progetto solista del chitarrista  Jack Frost (Savatage, Metalium); l'album si intitola "Raise Your Fist to Metal". Attualmente il batterista porta avanti il progetto con Doro.
Nuove notizie emersero nel maggio 2006 quando venne rivelato che Dee era stato coinvolto in un progetto di ri-registrazione di classici brani degli UFO assieme all'ex chitarrista dei Waysted Paul Chapman e l'ex cantante degli M.S.G. Robin McAuley.
Nel 2008 viene annunciata ufficialmente una nuova formazione dei Britny Fox che non vede più dietro ai tamburi Johnny Dee.

## Discografia

### Con i Waysted
- Save Your Prayers (1986)
- Wilderness of Mirrors (2000)

### Con i Britny Fox

#### Album in studio
- Britny Fox (1988)
- Boys in Heat (1989)
- Bite Down Hard (1991)
- Springhead Motorshark (2003)

#### Live
- Gudbuy T'Dean (1997) (Non Ufficiale)
- Long Way to Live! (2001)
- Live at Froggy's (2001)
- Extended Versions (2006)

#### Raccolte
- The Best of Britny Fox (2001)
- The Bite Down Hard Demo Sessions (2002)

### Con Doro

#### Album in studio
- Machine II Machine (1995)
- Calling the Wild (1998)
- Love Me in Black (1999)
- Fight (2002)
- Warrior Soul (2006)

#### Live
- Doro Live (1993)

#### Raccolte
- Classic Diamonds (2005)

### Con altri artisti
- World War III - World War III (1985)
- Uncle Edna - Uncle Edna (1996)
- Frost - Raise Your Fist to Metal (2003) (4 tracce)
- Mariah - Somewhere Between Heaven And Earth (2005)
- Mariah - III (2007)